# Meldorf
La ville de Meldorf se situe dans l'arrondissement de Dithmarse du Land Schleswig-Holstein. Le principal attrait touristique de cette ville réside en l'église Saint-Jean (de) ou Meldorfer Dom (« dôme de Meldorf »).

## Géographie
Meldorf se trouve sur la rivière Miele sur une ancienne île de Geest dans la vasière. À la suite de l'endiguement du Speicherkoog Dithmarschen (de), un polder construit pour le drainage des marschen, la ville se situe aujourd'hui à plus de six kilomètres de la côte de la baie de Meldorf.

## Histoire
| Appartenances historiques Principauté archiépiscopale de Brême 1227-1447 République paysanne de Dithmarse 1447-1559 Duché de Holstein-Glückstadt 1559-1773 Duché de Holstein 1773-1866 Royaume de Prusse (Province du Schleswig-Holstein) 1866-1918 République de Weimar 1918-1933 Reich allemand 1933-1945 Allemagne occupée 1945-1949 Allemagne 1949-présent |

## Politique
(juillet 2016).
Sur les 19 sièges de la municipalité, la CDU et les électeurs de la Wählergruppe (WMF) sont représentés depuis 2008 par sept sièges, la SPD par quatre et la FDP par un seul siège.

### Jumelages
La ville entretient des partenariats avec Gryfice (Pologne), et avec Altentreptow (Mecklembourg-Poméranie-Occidentale).

### Héraldique
Les armoiries de la ville comportent le blasonnement suivant : « D'argent sur une verte colline par laquelle un ruisseau couvert de cinq étoiles rouges serpente un château rouge à créneaux et à cinq tours. » (In Silber auf einem grünen Hügel, durch den sich ein mit fünf roten Sternen belegter silberner Bach schlängelt, eine fünftürmige rote Zinnenburg.)

## Sites touristiques et culture
Le centre de la ville abrite la « cathédrale » de style gothique en briques. À côté de la cathédrale, se trouvent plusieurs musées : le Musée National de Dithmarschen (de) (Dithmarscher Landesmuseum), la ferme de Dithmarschen (Dithmarscher Bauernhaus), ainsi que le musée du tissage (Museumsweberei) et le Musée d'agriculture du Schleswig-Holstein (Schleswig-Holsteinisches Landwirtschaftsmuseum).
Depuis quelques années, Meldorf est désigné dans le langage populaire comme la capitale culturelle de l'arrondissement de Dithmarschen. En effet, en plus de ses musées, de nombreuses manifestations culturelles telles que le festival local de la vidéo (Meldorfer Videotage) au centre culturel Ditmarsia, le cinéma en plein air (Meldorfer Open-Air-Kino) en été, et le festival des musiques du monde (Weltmusik-Festival « Frequenzen ») s'y sont établies ces dernières années.

## Personnalités célèbres de Meldorf
- Carsten Niebuhr (1733-1815), explorateur danois d'origine allemande, vécut à Meldorf de 1778 à sa mort en 1815 ;
- Heinrich Christian Boie (1744-1806), publicitaire allemand ;
- Heinrich Boie (1794-1827), zoologue ;
- Johann Wilhelm Jasper (1898-1934), combattant de la résistance contre le nazisme ;
- Helmut Zierl (1954-), comédien allemand ;
- Fiona Erdmann (1988-), mannequin.